# Жеко Радев
Жеко Жеков Радев (31 липня 1875, Новий Пазар, Османська імперія (нині Шуменської області, Болгарія) — 24 січня 1934, Софія) — болгарський учений-географ, педагог, професор, основоположник наукової геоморфології в Болгарії. Один із засновників у 1918 році Болгарського географічного товариства.

## Біографія
У 1894 році закінчив педагогічне училище в Шумені. Працював учителем початкової школи. З 1900 вивчав педагогіку й філософію в Софійському університеті. Після його закінчення у 1904 став учителем гімназії в Бургасі.
З початку 1906 став асистентом у професора Анастаса Іширкова, основоположника наукової географії в Болгарії.
У 1911—1912 роках проходив стажування в Берліні під керівництвом професора Альбрехта Пенка. Початок першої Балканської війни перервав його навчання, яке він продовжив у 1913—1914 году.
У 1915 році написав свою велику наукову працю «Карстові форми в Західній Старій планині», на основі якої йому було присвоєно вчений ступінь доктора фізичної географії. У тому ж році став читати курс лекцій про задачі і методи геоморфології.
У 1916 супроводжував А. Іширкова в науковій експедиції в Македонії, організованій штабом болгарськой армії.
У 1921 році — екстраординарний, а в 1927 — професор фізичної географії, завідувач кафедри фізичної географії Софійського університету.

## Вибрані наукові публікації
- НѢколко бележки върху климата на гр. Бургасъ (1906)
- НашитѢ селища въ връзка въ тѢхната надморска височина (1906, в съавторство с проф. А. Иширков)
- Рила планина — орохидрографски бележки (1910)
- Картометрически приносъ за изучаване на България (1910)
- Географическо положение, граници и повърхнина на България (1910)
- Карстови форми въ Западна Стара планина (1915)
- Предметъ и методи на географията (1919)
- Геоморфологически бѢлѢзи на българскитѢ земи и тѢхното значение за температурнитѢ и валежни отношения на страната (1919)
- Природна скулптура по високите български планини (1920)
- Геоморфологична работа на ледника (1921)
- Ледникови следи въ облика на Пиринъ (1921)
- Алпийски и подалпийски пояси на високитѢ български планини (1921)
- РѢка ВѪча и нейната долина (1923)
- Географска и етнографска Македония (1924)
- Търновският проломъ и долината на р. Янтра (1925)
- Източна Стара планина и долината на р. Камчия (1926)
- Има ли следи от дилувиално заледяване на Витоша(1926)
- Географска и етнографска България въ нейните исторически граници (1926)
- Епигенетични проломи въ долината на р. Струма (1933).